# Dresconella
Dresconella é um gênero de aranhas da família Linyphiidae descrito em 1950.